# Dipartimenti della Repubblica del Congo

Dipartimenti della Repubblica del Congo

I dipartimenti della Repubblica del Congo sono la suddivisione territoriale di primo livello del Paese e sono pari a 10. Ad essi sono equiordinate due città: Brazzaville, la capitale, e Pointe-Noire.
I dipartimenti, già contemplati dalla Costituzione del 1995, sono divenuti operativi nel 2002, prendendo il posto delle regioni.

## Lista
| Localizzazione | Dipartimento  | Capoluogo | Popolazione (2007) | Superficie (Km2) |
| -------------- | ------------- | --------- | ------------------ | ---------------- |
|                | Bouenza       | Madingou  | 309 073            | 12 265           |
|                | Cuvette       | Owando    | 156 044            | 48 250           |
|                | Cuvette-Ovest | Ewo       | 72 999             | 26 600           |
|                | Kouilou       | Loango    | 91 955             | 13 650           |
|                | Lékoumou      | Sibiti    | 96 393             | 20 950           |
|                | Likouala      | Impfondo  | 154 115            | 66 044           |
|                | Niari         | Dolisie   | 231 271            | 25 942           |
|                | Plateaux      | Djambala  | 174 591            | 38 400           |
|                | Pool          | Kinkala   | 236 595            | 33 955           |
|                | Sangha        | Ouésso    | 85 738             | 55 800           |
|                | Brazzaville   | -         | 1 373 382          | 100              |
|                | Pointe-Noire  | -         | 715 334            | 44               |

## Evoluzione storica

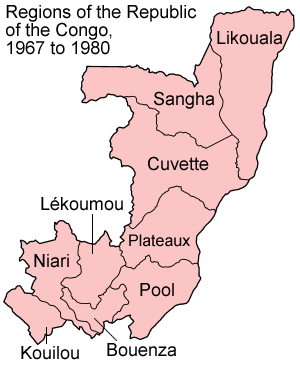
Regioni dal 1967 al 1980
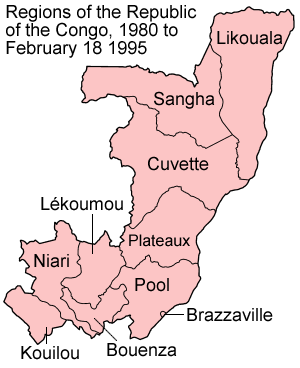
Regioni del 1980 al 1995
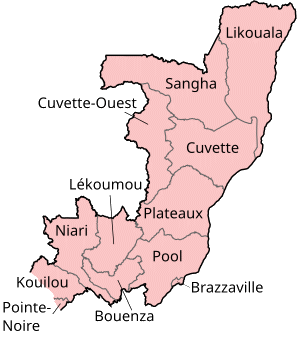
Regioni/dipartimenti dal 1995